# A Foggy Day

A Foggy Day est une chanson composée par George Gershwin, avec les paroles de Ira Gershwin et rendue célèbre par Fred Astaire en 1937 dans le film Une demoiselle en détresse.

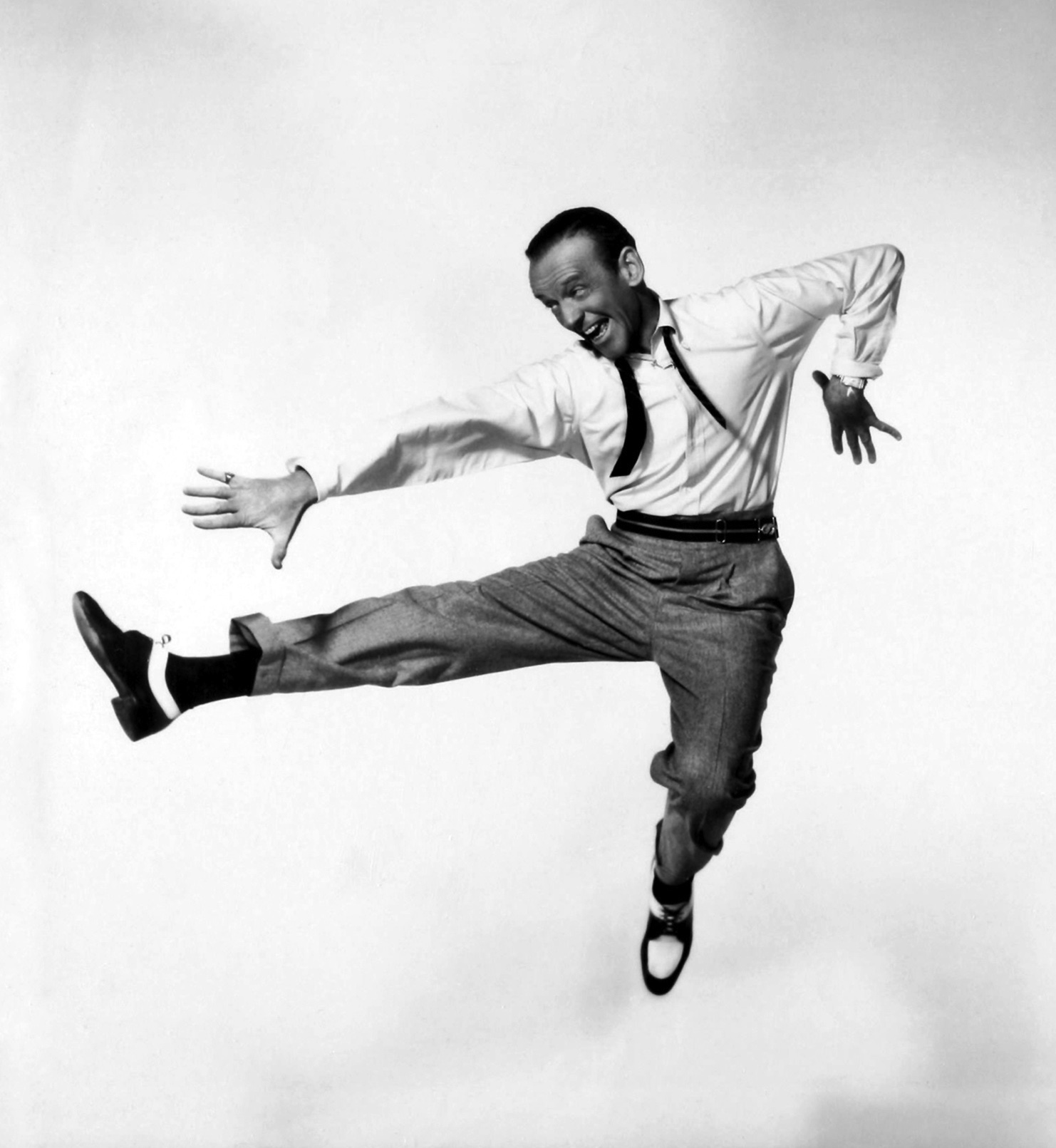
Publicité pour le film Daddy Long Legs

L'idée de la chanson serait venue aux frères Gershwin en rentrant d'une soirée, en partant de l'idée d'un jour de brouillard à Londres. Parmi les reprises, on pourra noter des reprises instrumentales dès 1946 (Artie Shaw), et 1951 (Lester Young), ainsi que des reprises par des musiciens de pop et rock: Petula Clark (1965), David Bowie (1998), Van Morrison (2017).

## Reprises notables
- Fred Astaire - (1937), version originale issue du film Une demoiselle en détresse[1].
- Frank Sinatra - Songs for Young Lovers (1953), Ring-A-Ding-Ding (1960), Sinatra & Sextet: Live in Paris (1994), Duets II (1994), Sinatra ’57 in Concert (1999)
- Ella Fitzgerald - Ella and Louis (1956) (avec Louis Armstrong), Ella in Rome: The Birthday Concert (1958), Ella Fitzgerald Sings the George and Ira Gershwin Songbook (1959), Take Love Easy (1973), Nice Work If You Can Get It (1983)
- Charles Mingus - Pithecanthropus Erectus (1956)
- Red Garland - A Garland of Red [A Garland of Red] (1956)
- Doris Day - Hooray for Hollywood (1958)
- Sarah Vaughan - Sarah Vaughan Sings George Gershwin (1958), Live in Japan (1973), Gershwin Live! (1982)
- Judy Garland - Judy at Carnegie Hall (1961)
- George Benson - It's Uptown (1965)
- Micheline Dax et Jacques Bodoin - "Toujours" (1967)
- Tony Bennett - Perfectly Frank (1992)
- Wynton Marsalis -  Standard Time, Volume 1 (1996)
- Michael Feinstein - Nice Work If You Can Get It: Songs by the Gershwins (1996)
- David Bowie & Angelo Badalamenti - Red Hot + Rhapsody: The Gershwin Groove (1998)
- Michael Bublé - It's Time (2005)
- Rufus Wainwright - Rufus Does Judy at Carnegie Hall (2007)
- Cheyenne Jackson - The Power of Two (2009)